# 구급간이방 권6 (보물 제1236-1호)
구급간이방 권6(救急簡易方 卷六)은 충청북도 음성군 한독의약박물관에 있는 조선시대에 구급의방을 집대성하여 민간에서 사용할 수 있게끔 만든 한글로 쓴 한의학 서적이다. 1996년 1월 19일 대한민국의 보물 제1236-1호로 지정되었다.

## 개요
구급의방을 집대성하여 민간에서 사용할 수 있게끔 만든 한글로 쓴 한의학 서적으로, 조선 성종 20년(1489)에 윤호, 임원준 등이 임금의 명을 받들어 편찬하여 목판본으로 간행한 것이다. 이것은 활자로 다시 간행한 총 8권 가운데 권6의 1책이다.
질병을 중풍, 두통 등 127종으로 나누어 그 치료방문을 모아 엮었으며 누구나 알기 쉽게 한글로 번역하여 쉽게 편찬하였다. 이 책은 초간본은 전하지 않고, 을해자본으로 그대로 뒤집어 새긴 중간본만 전한다. 그러나 현존하는 중간본도 전질이 아니라 권1, 2, 3, 6, 7의 5권 5책만 전하고 있다. 이들은 같은 판본이 아니나, 임진왜란 이전의 간행본임에는 틀림없다. 
이 책은 희귀한 한글의학서적으로서 의약서적과 관련된 인쇄문화연구는 물론 국어연구에도 매우 중요한 자료로 평가된다.

## 참고 자료
- 구급간이방 권6 - 국가유산청 국가유산포털